# File hashing
File hashing é a geração de um número identificador de arquivo que é baseado no conteúdo binário do mesmo. Desta forma cada arquivo diferente possui um hash específico. Assim, se o conteúdo do arquivo é alterado, ao tentar gerar um hash deste arquivo um novo número identificador é gerado. O algoritmo de geração do identificador hash, em geral uma soma de verificação, impede que se estabeleça uma relação entre o dado alterado e o próprio identificador gerado. Uma alteração do conteúdo do arquivo, por menor que seja, gera um identificador totalmente diferente do arquivo original. O file hashing é muito utilizado em autenticação digital, pois assegura a autenticiade do arquivo original.